# 447682 Rambaldi
447682 Rambaldi este o planetă minoră (asteroid) din centura de asteroizi. A fost descoperită pe 15 ianuarie 2007 la  de Vincenzo Silvano Casulli⁠(d) și a fost numită după Carlo Rambaldi⁠(d). 
Obiectul prezintă o orbită caracterizată de o semiaxă mare de 3,0508154542238 UAi, o excentricitate de 0,075405281010761, o înclinație de 11,607948309392 ° în raport cu ecliptica.